# ロス・インディオス
ロス・インディオス（LOS INDIOS）は、日本の音楽バンド。2022年で結成60周年を迎えた。小澤音楽事務所等を経て、現在は株式会社アプローズ所属、レコード会社はテイチクレコード。
ラテン音楽から歌謡曲まで幅広く手がけている。1960年代からヒットソングも出しており、現在でもテレビなどに出演している。

## 経歴
1962年（昭和37年）に結成。棚橋静雄をリードボーカルに、ラテン音楽を中心に音楽活動を行う。またこれらの糧を生かし、ムード歌謡が全盛期のさなか、1968年（昭和43年）に「コモエスタ赤坂」「知りすぎたのね」を発表。いずれもヒットソングとなり、有名歌手グループとなる。
1979年（昭和54年）には女性歌手・シルヴィアと共に歌ったデュエットソング「別れても好きな人」（作詞・作曲：佐々木勉）を発表し、大ヒットした。
この他にもデュエットソングを発表し、デュエットブームの一翼を担った。結成から半世紀以上たった現在でも、テレビやコンサートなどで積極的に活躍している。
2023年（令和5年）元リーダーの棚橋静雄が高齢を理由に今後のグループ活動を中止するに当たり、「ロス・インディオスの名前と楽曲を後世に残してゆきたい」との意思により、現メンバーや旧メンバーとともに新たな人材を発掘することになり、一般社団法人日本歌手協会の協力のもとに新メンバーオーディションを開催した。決定した新メンバー香嶋優貴については同協会主催の第50回歌謡祭（2023年10月27日開催）にて初お披露目され、同日がデビュー日となった。なお、元リーダーの棚橋静雄は、「まるで後継者を決めて旅立ったかのよう」（日本歌手協会会長・田辺靖雄のコメント）に、新メンバーが決定したばかりの2023年9月19日に多臓器不全のため埼玉県内の病院で亡くなった。
2024年（令和6年）新メンバーとして香島優貴、水瀬団、10代目女性ボーカル Lumita（ルミータ）を迎え、東郷太郎を新リーダーとして新生ロス・インディオスの活動開始。

## 特色
ロス・インディオスはラテンが好きな男性だけで結成されたラテンバンドである。都会派ムード歌謡コーラスグループとして数多くのヒット曲を持つ。また、ロス・インディオス&シルヴィアとして、テレビなどで共演するなど、ステージでは多くの女性ボーカルと活動を共にしている。

## メンバー
- 東郷太郎（とうごう たろう、1949年10月4日 - ) 
  - リーダー、ボーカル、パーカッション担当。本名は鈴木末太郎。福島県出身。福島県立内郷高等学校卒業。趣味は読書、腕相撲。血液型はO型。
- 永山こうじ（ながやま こうじ、1954年12月6日 - ）
  - ボーカル担当。1984年加入、1992年に脱退し、2023年に再加入した。2010年には永山こうじとロス・プリモスのボーカルとして活動し、2019年に脱退している。鹿児島県出身。
- 香嶋優貴（かしま ゆうき、1986年8月21日 - ）
  - ボーカル担当。一般社団法人日本歌手協会主催の第50回歌謡祭（2023年10月27日開催）で新メンバーとしてお披露目された。デビュー日も同日である。東京都出身。
- 水瀬団（みなせ だん　1989年3月31日 - ）
  - ボーカル担当。2024年に加入した。熊本県阿蘇市出身。血液型はB型。[4]
- Lumita（葉月ルミ）（はづき るみ）
  - ボーカル担当。『輝け！歌の祭典2023』（2023年4月26日開催）にて女性ボーカルとして参加後メンバー入り。2010年から関西を中心にライブ活動を行っているシャンソン歌手で、2022年11月に 湯川れい子 作詞になる「あなたに逢いたい〜Miss Na Kita」(マキシシングル)をフリーボードからリリース。このシングルのリリースが縁で事務所から参加のオファーを受けた。[5]

出典：株式会社アプローズ - アーティスト情報

## 元メンバー
- 棚橋静雄（たなはし しずお、1938年7月25日 - 2023年9月19日）
  - リードボーカル担当。当バンドの初代リーダー。東京都出身。青山学院大学卒。2023年9月19日、多臓器不全のため死去[2][7]。85歳没。
- 三崎一平（みさき いっぺい、1951年7月26日 - ）
  - ボーカル、レキントギター担当。2023年に脱退。本名は三崎保俊。高知県出身。大阪府立北野高等学校卒業。趣味はテニス、料理。血液型はA型。
- チコ・本間（ちこ ほんま、1940年8月25日 - 2007年12月25日）
  - アルパ、ギター、チャランゴ、ハープなどを担当。当バンドの結成時からのメンバー。日本におけるラテン音楽の楽器演奏のパイオニア的存在でもあり、単独で音楽活動を行うこともあった。本名は本間保睦。東京都出身。東京都立小石川工業高等学校卒業。趣味はテニス、料理。血液型はA型。
2007年12月25日、自宅マンションのベランダから転落したのがもとで急逝した。
- 真谷五郎（しんたに ごろう）
  - ボーカル、ギター、コンガなどを担当。シルヴィア加入前は、リーダー・棚橋と共にメインボーカルを務めていた。
- 後藤隆次（ごとう りゅうじ、1946年3月4日 - 没年月日　不明）
  - ケーナ、フルート、キーボードなどを担当。2008年脱退。東京都出身。東京都立工芸高等学校卒業。趣味はカメラ。血液型はB型。
- 江口修一（えぐち しゅういち）
  - ドラムなどを担当。後にフジテレビの深夜番組『北野富士』でビートたけし等と共演し、番組内で結成したユニットでもドラムを担当した。
- 小仲博（こなか　ひろし　1946年3月22日-）
  - ピアノを担当、1970年代に脱退。
- 吉川祐二（よしかわ　ゆうじ、1946年3月3日 - ）
  - ドラム、パーカッションを担当、1967年から8年間在籍。その後長谷川きよしのバックバンドを経てフュージョンバンド『カリオカ』の結成に参加。
- 初期には棚橋、本間、真谷のほか秋葉洋（ギター）、巻島昇（ピアノ、エレクトーン）が「知りすぎたのね / 魅惑のロス・インディオス」のクレジットで確認されるが、脱退時期など詳細は不明。

## 歴代女性ボーカル
- シルヴィア（1958年3月21日 - 2010年11月28日）
  - 1979年 - 1983年の参加。大阪府出身で佐川満男、中村泰士に師事する。そして勉強中のところロス・インディオスの初代ボーカリストとして小澤音楽事務所社長の小澤惇にスカウトされ、1980年（発売は1979年9月21日）当時のポリドール・レコードより発売になった「別れても好きな人」で初代の女性ボーカルとして参加。ロス・インディオス&シルヴィアとしてデビュー。「別れても好きな人」がミリオンセラーになる。当時のカラオケ、デュエットソングの火付け役となる。その後3年間余り活動を共にしていたが、菅原洋一と歌ったデュエット曲「アマン」の発売をきっかけに1983年に「NHK歌謡ホール」（NHK総合）の番組内で独立を発表した。2007年には徳間ジャパンより「東京の男が好きなんか」を発売したが、2009年に精密検査の結果肺癌であることが判明。闘病生活の末、2010年11月28日に死去した。

- フローレス（嵯峨聖子・大岡恵子）
  - 1983年 - 1986年の参加。
  - 嵯峨聖子（1961年3月2日[8] - ）
    - 大分県別府市出身[8]。小学生の時から歌手に憧れる。スクールメイツのメンバーとして活動していたこともあった[8]。文化女子短期大学生活造形学科中退[8]。
    - 日本テレビ系列のテレビ番組『歌まね合戦 スターに挑戦!!』のアシスタント[8]やラジオDJなどを経て、1986年～2007年までは日本テレビ系列『ザ・ワイド』などで芸能リポーターとして活動を行っていた[9]。現在はテレビ番組のコメンテーター、講演活動、司会業、ボイス・トレーナーなどの活動を行っている[10]。

  - 大岡恵子
    - 1992年に歌舞伎役者の中村歌六と結婚後に休業[11][12]。2009年6月に、ラ・フローレスとして都内で嵯峨と再結成ライブを行った[13]。現在は、おがわ恵子の名で単独ライブ活動を行っている。

- 阿部幸美
  - 1987年の参加。

- ルナ
  - 1988年 - 1992年の参加。

- 桑江知子（くわえ ともこ、1960年1月18日 - ）
  - 1993年 - 1998年の参加。沖縄県出身。1979年、デビュー曲の「私のハートはストップモーション」がヒットソングとなる。1993年からロス・インディオス&桑江知子として活動したが、1997年にソロ歌手として再出発した。

- 坂田真由美（1973年3月2日 - ）
  - 1998年 - 2000年の参加。新潟県十日町市出身。現在は「蘭燃」の名で[14]、ゴスペルシンガー及びゴスペル教師として活動をしている。

- MAIKO
  - 2001年 - 2002年の参加[15]。

- ALICIA（アリシア、1973年6月2日 - 2011年7月6日 ）
  - 2002年 - 2011年の参加。2011年7月6日に心不全で死去。38歳没[16]。

- Nina（ニーナ、12月15日[17] - ）
  - 2012年より参加。元・ジャズシンガーである。

- Reina（レイナ）
  - 2016年より参加。「奈月れい」の名でソロとしても活動している[18]。

- Lumita（葉月ルミ）
  - 2023年4月より参加。メンバーの項参照。
- 工藤夕貴（井沢八郎の娘）
  - 2024年11月の「コモエスタ・ロスアンジェルス/別れても好きな人」に参加。

## ディスコグラフィー

### 代表曲
- コモエスタ赤坂
シングル
「コモエスタ赤坂/あなたの匂い」（1968年、規格品番：SDR-1347）
「コモエスタ赤坂/ある古い唄の伝説」（1977年、規格品番：DR-6047）
「コモエスタ赤坂/コモエスタ赤坂（オリジナル・カラオケ）」（1983年、規格品番：7DX1214） - 「ロス・インディオス&シルヴィア」名義
- 知りすぎたのね（作詞・作曲：なかにし礼）(1968年)
- 別れても好きな人（作詞・作曲：佐々木勉）(1979年)☆オリコンランキング1980年度年間8位
- それぞれの原宿(1980年)
- うそよ今夜も(1981年)
- 男と女のラブゲーム(1987年)

### アルバム
| 枚         | 発売日   | タイトル                                                                       | 備考／規格品番                                    |
| テイチク   | テイチク | テイチク                                                                       | テイチク                                          |
| ---------- | -------- | ------------------------------------------------------------------------------ | ------------------------------------------------- |
| 1st        | 1967年   | ロス・インディオスが唄う裕次郎ヒット・ソング集                                 | SL-1412                                           |
| ポリドール |          |                                                                                |                                                   |
| 2nd        | 1968年   | コモエスタ赤坂                                                                 | SMR-3020                                          |
| 3rd        | 1969年   | 知りすぎたのね 魅惑のロス・インディオス                                        | SMR-3035                                          |
| 4th        | 1969年   | ラテンを唄う                                                                   | SMR-3043                                          |
| 5th        | 1969年   | 大阪ものがたり                                                                 | SMR-3049                                          |
| 6th        | 1973年   | 淋しくないかい (ソーロ・グリス・デ・ラ・ノーチェ) ロス・インディオス夜の贈り物 | MR-2226                                           |
| 7th        | 1976年   | フォルクローレ・アルバム                                                       | MR-2282                                           |
| 8th        | 1977年   | 夜のスポット・ライト                                                           | MR-3047                                           |
| 9th        | 1979年   | 別れても好きな人                                                               | - MR-3207 - "ロス・インディオス&シルヴィア"名義   |
| 10th       | 1981年   | うそよ今夜も                                                                   | - 28MX-1045 - "ロス・インディオス&シルヴィア"名義 |
| 11th       | 1982年   | SAMBA PINGA MORENA                                                             | - 28MX-1091 - "ロス・インディオス&シルヴィア"名義 |
| 12th       | 1983年   | ロマンス                                                                       | - 28MX-1148 - "ロス・インディオス&フローレス"名義 |
| 13th       | 1985年   | 今夜だけは                                                                     | - 28MX-1217 - 女性ボーカルはフローレス            |
| 14th       | 1995年   | 最後の楽園                                                                     | - POCH-1477 - "ロス・インディオス&桑江知子"名義   |

### その他
| タイトル                                                               | 発売日         | 規格品番   | 発売/販売元                               | 備考 |
| ---------------------------------------------------------------------- | -------------- | ---------- | ----------------------------------------- | --- |
| 東京cha cha cha ケ・セラ・セラ (C/W)あなただけに (C/W)別れても好きな人 | 2017年10月25日 | FBCM-216   | 発売:フリーボード 販売:キングレコード     | - "ロス・インディオス&Reina" 名義 - "東京cha cha cha ケ・セラ・セラ" 作詞:くろべさき / 作曲:鶴岡雅義 / 編曲:若草恵 / 歌:ロス・インディオス&Reina - "あなただけに" 作詞:くろべさき / 作曲:青野ゆかり / 編曲:KAZUHEI |
| ボンジーヤ・東京 (C/W)ロスイン・クンビア (C/W)別れても好きな人         | 2019年4月24日  | FBCM-229   | 発売:フリーボード 販売:キングレコード     | - "ロス・インディオス&Nina" 名義 - "ボンジーヤ・東京" 作詞:くろべさき / 作曲:鶴岡雅義 / 編曲:横内丙午 / 歌:ロス・インディオス&Nina - "ロスイン・クンビア" 作詞:くろべさき / 作曲:中野兼志 / 編曲:Kazuhei / 歌:ロス・インディオス&Nina - "別れても好きな人 ～ボサノバ バージョン～" 歌:Nina                                                        |
| ロス・インディオス 全曲集2020                                          | 2020年1月15日  | FBCX-1079  | 発売:フリーボード 販売:キングレコード     | |
| 寝ても覚めてもLOVIN' YOU (C/W)Love is Forever                          | 2020年9月2日   | WKCL-7314  | 発売:WebKoo 販売:ユニバーサルミュージック | - 作詞:藤波研介 / 作曲:松井タツオ / 編曲:庄司 龍 - "ロス・インディオス&瀬戸マドカ"名義 - "Love is Forever" は瀬戸マドカのソロ。 |
| ゴールデン☆ベスト ロス・インディオス                                   | 2021年6月9日   | UPCY-9306  | ユニバーサルミュージック                  | |
| ウナ・ノーチェ～恋が燃えた夜～ (C/W)いてくれて                         | 2021年12月22日 | FBCM-248   | 発売:フリーボード 販売:キングレコード     | - "ウナ・ノーチェ～恋が燃えた夜～" 作詩:湯川れい子 / 作曲・編曲:中野兼志 - "いてくれて" 作詩・作曲:タブレット純 / 編曲:中野兼志 / 歌:ロス・インディオス&Nina |
| 淋しがりや (C/W)恋するふたり                                           | 2022年3月16日  | TECA-22019 | テイチクエンタテインメント                | - "淋しがりや" 作詞:田久保真見 / 作曲:弦 哲也 / 編曲:猪股義周 - "恋するふたり" 作詞:石巻宗一郎 / 作曲:弦 哲也 / 編曲:田村武也 / 歌:ロス・インディオス&ラモーナ |
| ～コモエスタ・ロスアンジェルス～別れても好きな人 (ミニアルバム)        | 2024年11月6日  | JMG-25     | JMG SOUND                                 | - "コモエスタ・ロスアンジェルス" 作詞：藤本章 / 補作詞：合田道人 / 作曲：合田道人 / ロス・インディオス&工藤夕貴 - "コモエスタ・ロスアンジェルス" 歌:ロス・インディオス&Lumita - "めぐり愛 ふれ愛 しのび愛" 作詞:香賀まさし/作曲:中野兼志 / 歌:ロス・インディオス&Lumita - "別れても好きな人" 作詞/作曲：佐々木勉 / 歌:ロス・インディオス&工藤夕貴 |

## テレビ
- 登龍門（フジテレビ）
- 年忘れにっぽんの歌（テレビ東京）
- 思い出のメロディー（NHK総合）
- NHK歌謡コンサート（NHK総合）
- うたコン（NHK総合）
- 今甦る!魅惑のムード歌謡スペシャル（BS-TBS）

### NHK紅白歌合戦出場歴
ロス・インディオス&シルヴィアとして、過去3回とも紅組から出場
| 年度/放送回               | 回 | 曲目             | 出演順 | 対戦相手          |
| ------------------------- | -- | ---------------- | ------ | ----------------- |
| 1980年（昭和55年）/第31回 | 初 | 別れても好きな人 | 09/23  | もんた&ブラザーズ |
| 1981年（昭和56年）/第32回 | 2  | うそよ今夜も     | 14/22  | 沢田研二          |
| 1982年（昭和57年）/第33回 | 3  | コモエスタ赤坂   | 09/22  | 加山雄三          |

注意点
- 出演順は「出演順/出場者数」で表す。